# Тензан-Мару
Тензан-Мару (Tenzan Maru) — транспортне судно, яке під час Другої світової війни взяло участь в операціях японських збройних сил у архіпелазі Бісмарка.
Тензан-Мару спорудили 1929 року на верфі Mitsui Bussan Zosenbu в Тамі для компанії Dairen Kisen.
22 грудня 1941-го судно реквізували для потреб Імперського флота Японії. З 30 грудня 1941 по 14 січня 1942 воно пройшло необхідну модернізацію на Kure Naval Yard.
Упродовж січня — травня 1942-го судно відвідало порти Такао (наразі Ґаосюн на Тайвані), Давао (південне узбережжя Мінданао), Кендарі та Макасар (острів Целебес), Купанґ (острів Тимор), Амбон (Молуккські острови), Сінґапур, Порт-Блер (Андаманські острови).
8 липня 1942-го судно перебувало в морі Бісмарка за пів сотні кілометрів на північний захід від Рабаулу — головної передової бази японців у архіпелазі Бісмарка, з якої провадились операції на Соломонових островах і сході Нової Ґвінеї. Хоча воно йшло під охороною мисливця за підводними човнами CH-30, проте це не завадило підводному човну S-37 поцілити Тензан-Мару трьома торпедами. Судно затонуло, загинув 81 пасажир й 1 член екіпажу. CH-30 провів безплідну контратаку глибинними бомбами.